# Éléonore-Justine Ruflin

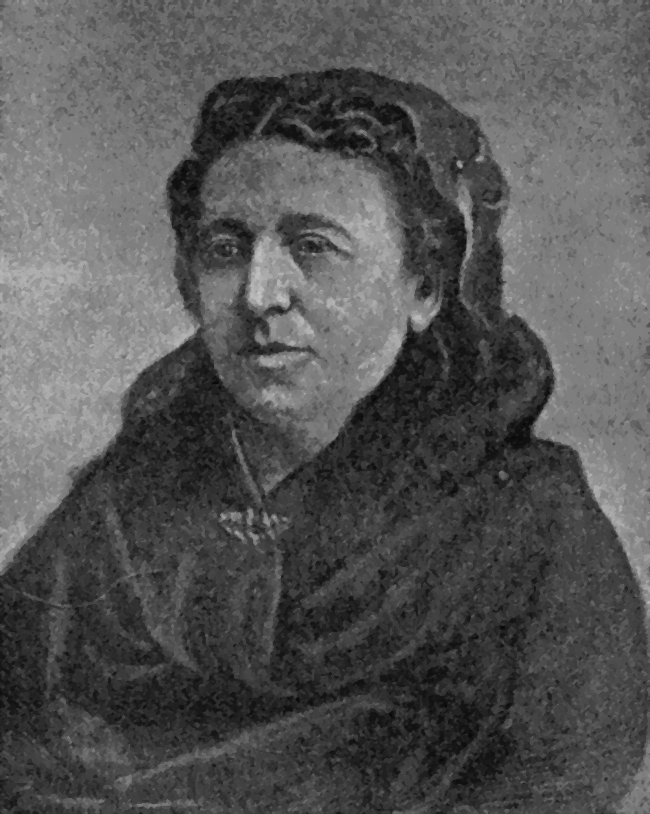
Éléonore-Justine Bonaparte, geborene Ruflin

Éléonore-Justine Ruflin (* 2. Juli 1832 in Paris; † 19. Oktober 1905 ebenda) gehörte durch Heirat dem Haus Bonaparte an.

## Leben
Éléonore-Justine Ruflin wurde als Tochter eines Pariser Stahlgießers geboren. Über ihre Kindheit ist wenig bekannt. Als junge Frau traf sie 1852 Pierre Napoléon Bonaparte, der zuvor Witwer geworden war. Er war ein Nachfahre von Lucien Bonaparte, einem Bruder von Kaiser Napoleon Bonaparte. Die beiden wurden ein Paar und in Korsika von einem Priester noch im gleichen Jahr vermählt. Diese Ehe wurde jedoch nur mit dem Segen der Kirche geschlossen.
1858 kommt das erste gemeinsame Kind, Roland Bonaparte (1858–1924), zur Welt. Nach der Geburt des ersten Kindes zieht die Familie zurück auf das Festland. Die Tochter Johanna (1861–1910) wird in Belgien geboren. 1867 wird die standesamtliche Trauung in ihrer Wahlheimat Lacuisine durch den Bürgermeister nachgeholt. Ihr Verwandter, der Kaiser Napoleon III., erkennt diese Ehe jedoch aufgrund des Standesunterschiedes nicht an.
Um die Rechtmäßigkeit der Ehe voranzutreiben, zieht die Familie nach Paris. Im Jahr 1870 ermordet Pierre Bonaparte den Journalisten Victor Black, daraufhin nimmt die Familie wieder Zuflucht in Belgien. Am 14. November 1871 wird die standesamtliche Trauung erneut im französischen Konsulat in Brüssel vollzogen. Dadurch wird, nach fast 20 Jahren, Éléonore-Justine zu einer Prinzessin aus dem Hause Bonaparte. Die Familie Bonaparte zieht nach dem Sturz des kaiserlichen Verwandten nach London, um dort eine Modeboutique zu eröffnen. Nach Anlaufen dieser Unternehmung zieht die Familie erneut nach Paris, um dort dauerhaft Wurzeln zu schlagen. Éléonore-Justine setzt alle Kraft in die Verwirklichung eines wichtigen Projekts, die Vermählung ihres Sohnes Roland mit einer reichen Erbin. Am 18. November 1880 heiratete Roland-Napoléon Bonaparte in Paris Marie-Félix Blanc, die Tochter des vermögenden Spielbankbesitzers François Blanc und dessen Frau Marie Blanc. Die junge Frau starb kurz nach der Geburt der einzigen Tochter Marie an Schwindsucht. Daraufhin übernahm die nunmehr verwitwete Prinzessin Bonaparte die Erziehung ihrer vermögenden Enkelin. Auf ihre Initiative hin kam es zur Vermählung der Prinzessin Marie Bonaparte mit dem Prinzen Georg von Griechenland.
Éléonore-Justine Bonaparte starb im Alter von 73 Jahren in dem prächtigen Pariser Stadtpalais der Familie. Sie erlebte die Verheiratung ihrer Enkelin mit einem griechischen Prinzen nicht mehr.